# Нехтон II
Нехтон II (гэльск. Nechtan nepos Uerb; умер в 620) — король пиктов в 597—620 годах. Существует гипотеза, по которой Нехтон II идентифицировался с Нехтоном, королём Стратклайда.

## Биография
Нехтон II был внуком Эрпа. «Пиктская хроника» сообщает о 20 или 21 годе правления Нехтона II. Однако «Анналы Тигернаха» говорят о смерти предшественника Нехтона в 597 году, но в них нет даты смерти короля пиктов. «Анналы Ульстера» сообщают о смерти Нехтона II в 621 году.
Нехтон имел двух сестёр, одна из них стала женой короля Берниции Энфрита, другая — женой короля Дал Риады Домналла I.